# نیروی دریایی سلطنتی سعودی
نیروی دریایی سلطنتی سعودی نیروی دریایی عربستان سعودی است. این نیروی دریایی بیش از ۷۰۰۰۰ افسر و نیرو دارد. مقر آن در ریاض ناوگان غربی آن در دریای سرخ در جده و ناوگان شرقی آن در خلیج فارس مستقر در الجبیل است. دیگر تأسیسات نیروی دریایی در ینبع، دمام، و راس مشب هستند.